# Шикич, Нада
Нада Шикич (хорв. Nada Šikić; р. 27 марта 1955, Славонский Брод) — министр труда и пенсионной системы Хорватии в правоцентристском правительстве Тихомира Орешковича с 22 января до 19 октября 2016 года.
Начальную и среднюю школу окончила в Славонском Броде. Высшее образование получила на медицинском факультете Загребского университета, специализировалась на неврологии. Кандидат наук по социальной медицине и биомедицине.
Глава Комитета по делам пенсионеров, пенсионной системы и социальной политики Хорватского демократического содружества. Автор более сорока научных и профессиональных работ.
Кроме хорватского, говорит также на английском языке.